# Paraborsonia
Paraborsonia is een geslacht van weekdieren uit de klasse van de Gastropoda (slakken).

## Soort
- Paraborsonia lindae Petuch, 1987